# Micui Aika
Micui Aika (光井愛佳;  Ócu, Siga prefektúra, 1993. január 12. –) japán énekesnő, a Morning Musume nyolcadik generációjának tagja, jelenleg a Hello! Project szólistája, illetve a GREEN FIELDS tagja.

## Élete

### 2006–2009
2006 decemberében, akkor még egyedüli nyolcadik generációs tagként került a Morning Musume-be. 2007 január 27-én a H!P aktuális téli koncertturnéján mutatták be a közönségnek a Szaitama Super Arena-ban. Ebben az évben szerepelt az Oha Star reggeli műsorában, októberben pedig az Athena & Robikerottsu tagja lett. 2008 áprilisában bejelentették, hogy rossz egészségi állapota miatt nem vehet részt a tavaszi koncertturnén, s mint később kiderült, akut vakbélgyulladásban szenvedett. Miután felépült, folytatta csapattevékenységét. Augusztusban szerepelt a Morning Musume tagok által előadott Hamupipőke darabban. 2009-ben megnyílt „Pastel colour days” című blogja, ami kizárólag a Morning Musume hivatalos fanklubjának tagjai számára volt elérhető. Ebben az évben lett tagja az újrainduló Tanpopo-nak, a Tanpopo#-nek, és a „Shugo Chara” anime dalait éneklő Guardians4-nak.

### 2010–2011
2010 decemberében bejelentették, hogy „Mittsi” címmel megkapja első photobook-ját. 2011 januárjában főszerepet kapott a „Real kakurenbo” című horrorfilmben. Májusban eltörte a bal bokáját egy koncerten, ami miatt egész nyáron nem tudott részt venni a csapat tánctevékenységeiben, sokáig az event-eken sem, illetve a „Kono chikyuu no heiwa wo honki de negatterun da yo! / kare to issho ni omise ga shitai”, „Pyocopyoco ultra” és „Renai Hunter” kislemezek táncfelvételein sem szerepelt.

### 2012
2012 januárjában azt írta a blogján, hogy meggyógyult, és hamarosan újra részt vehet a táncokban. Januárban nyílt meg Ameblo blogja a nyilvánosság számára. Áprilisban Micsisige Szajumi-val rendszeres vendégei lettek a Young Town című rádióműsornak. Az év tavaszán egy orvosi konzultáción kiderült, hogy bár a bokája felépült, többé nem lesz képes aktív mozgásra, így sem sportra, sem táncolásra. Május negyedikén így bejelentették, hogy Niigaki Risza búcsúkoncertjén ő is elhagyja a Morning Musume-t, de a H!P tagja marad. Ebben az évben tagja lett a Satoyama-n belül futó GREEN FIELDS-nek.

### 2013
2013 márciusában bejelentették, hogy a Young Town-ban helyét Iikubo Haruna veszi majd át, áprilistól viszont rendszeresen megjelent az „Alma Kaminiito sound map” című rádióműsorban. Májusban játszott az „Okujou Wonderland” című színdarabban, októberben pedig a „Nettai Danshi 2”-ben is játszik majd. Az év végén bejelentették, hogy egy időre hiátusba kerül H!P tagsága, ugyanis külföldre utazik angolt tanulni.